# Esteban González (calciatore 1991)
Esteban Ricardo González Maciel, noto semplicemente come Esteban González (Durazno, 26 gennaio 1991), è un calciatore uruguaiano, difensore del Villa Española.

## Caratteristiche tecniche
È un terzino destro.

## Carriera
Cresciuto nel settore giovanile del Durazno, ha esordito fra i professionisti il 29 agosto 2010 disputando con l'El Tanque Sisley l'incontro di Segunda División Profesional vinto 2-1 contro il Tacuarembó.

## Palmarès

### Competizioni nazionali
- Segunda División Profesional de Uruguay: 2

Tacuarembó: 2013-2014
Cerro Largo: 2018